# Euphorbia ocellata
Euphorbia ocellata är en törelväxtart som beskrevs av Elias Magloire Durand och Theodore Charles Hilgard. Euphorbia ocellata ingår i släktet törlar, och familjen törelväxter.

## Underarter
Arten delas in i följande underarter:
- E. o. arenicola
- E. o. ocellata
- E. o. rattanii